# Lilly Platt
Lilly Platt (Londen, 2008) is een Brits milieuactivist, wonend in Huis ter Heide.
Platt is jeugdambassadeur voor Plastic Pollution Coalition en Hand on the World (HOW) Global. Zij is tevens ambassadeur voor "World Cleanup Day".
In februari 2018 ontving Platt de Groene Pluim, een prijs die GroenLinks elk jaar uitreikt aan duurzame initiatieven, voor "Lilly’s Plastic Pickup".
In april 2018 sprak Platt op de Plastic Whale Conference in Noorwegen. Zij heeft ook meerdere ontmoetingen gehad met Jane Goodall.